# Frank Marino
Francesco Antonio "Frank" Marino (20 de noviembre de 1954) es un guitarrista nacido en Canadá de ascendencia italiana, popular por ser el líder de la banda canadiense de hard rock Mahogany Rush. A menudo comparado con Jimi Hendrix, ha sido reconocido como uno de los guitarristas más subvalorados de la década de 1970.
Además de Jimi Hendrix, Marino obtuvo gran influencia de músicos como John Cipollina (de Quicksilver Messenger Service), Robby Krieger, Duane Allman, Johnny Winter y Carlos Santana.

## Biografía
Luego de tocar la batería desde que tenía cinco años, en su adolescencia Marino empezó a interesarse por la guitarra. En la década de 1970 formó la agrupación Mahogany Rush, logrando cierto reconocimiento en su país natal y en los Estados Unidos. Sus discos lograron ingresar en las listas de éxitos Billboard y realizaron una gran cantidad de presentaciones incluso en festivales de la talla del California Jam II (1978). A finales de la década, la banda pasó a llamarse "Frank Marino and Mahogany Rush." Poco tiempo después la agrupación se separó y a comienzos de la década de 1980 Marino publicó dos álbumes de estudio como solista con el sello CBS. La banda volvió a unirse y se mantuvo activa durante lo que restó de la década de 1980 e inicios de 1990. En 1993, Marino se retiró de la industria de la música.
Regresó a los escenarios en 2001. Publicó el disco Eye of the Storm y volvió a salir de gira nuevamente. Frank permanece activo, girando y grabando bajo su propio nombre. También ha tocado en algunos álbumes de blues, de los que destacan discos tributo a los músicos Albert King y Stevie Ray Vaughan.

## Discografía

### Solista
- The Power of Rock 'n' Roll (1981 CBS)
- Juggernaut (1982 Columbia Records)[7]
- Full Circle (1986)
- From the Hip (1990)